# Anita Beltrán
Anita Beltrán (Buenos Aires, Argentina, ¿? - ibídem, diciembre del 2010) fue una actriz cinematográfica argentina.

## Carrera
Beltrán fue una actriz de carácter de varias películas de la época dorada cinematográfica argentina. Llegó a filmar 15 filmes, muchos de ellos con figuras de la talla de Olinda Bozán, Carlos Ginés, Juan Carlos Altavista, Beatriz Taibo, Nelly Láinez, Carmen Vallejo, Pepita Muñoz, Fidel Pintos, Osvaldo Miranda, Santiago Gómez Cou, Tito Lusiardo, Olga Zubarry, Marcos Zucker, Juan Carlos Mareco, entre muchos otros.
En la década de 1940 filmó en México las películas Hasta que llovió en Sayula y La casa está vacía.

## Filmografía
- 1939: Nativa
- 1941: Hasta que llovió en Sayula
- 1945: La casa está vacía
- 1947: Nunca te diré adiós
- 1949: Alma de bohemio
- 1950: El otro yo de Marcela
- 1950: Arroz con leche
- 1951: Pocholo, Pichuca y yo
- 1951: ¡Qué hermanita!
- 1954: La Tigra
- 1957: Escándalo en la familia
- 1967: La cigarra está que arde
- 1985: El exilio de Gardel.[3]

## Televisión
Entre 1996 y 1998 actuó  en el unitario de Canal 13, Verdad consecuencia.

## Radio
En la década de 1960 integró en Radio Belgrano, La escuelita humorísitica de Julio Porter, con Pepe Arias, Luis García Bosch, Pablo Cumo, Hilda Viñas, Marga de los Llanos, Marianito Bauzá y Raúl Muller.

## Fotonovelas
- Todo es mentira con Elsa Daniel, Enrique Liporace, Iván Grondona y Graciela Pal.

## Teatro
En teatro se destacó en especial en la obra Luz de gas de 1949.

## Vida privada
Casada durante varias décadas tuvo en 1942 a Susana Beltrán, también actriz. También fue pariente de la actriz  cómica Nelly Beltrán.

## Homenajes
En 1997, en un Homenaje en el Día del Actor, se la distinguió en los Premios Podestá  por sus 50 años de carrera.